# Helina decipiens
Helina decipiens är en tvåvingeart som beskrevs av Mihalyi 1974. Helina decipiens ingår i släktet Helina och familjen husflugor. Inga underarter finns listade i Catalogue of Life.